# کریسفیلد (مریلند)
کریسفیلد (به انگلیسی: Crisfield) شهری در ایالت مریلند کشور ایالات متحده آمریکا است که جمعیت آن در سرشماری سال ۲۰۱۰ میلادی، ۲٬۷۲۶ نفر بوده‌است.